# Helicia schlechteri
Helicia schlechteri är en tvåhjärtbladig växtart som beskrevs av Carl Karl Adolf Georg Lauterbach. Helicia schlechteri ingår i släktet Helicia och familjen Proteaceae. Inga underarter finns listade i Catalogue of Life.